# 프리마돈나

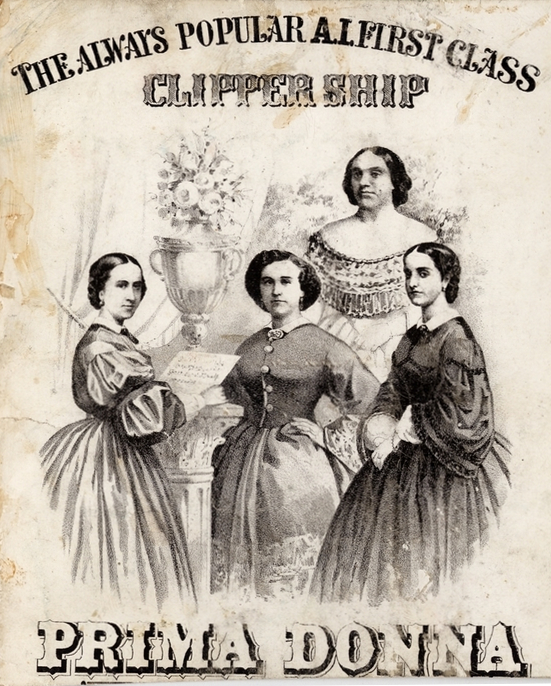
프리마돈나 클리퍼 십 카드

프리마돈나(이탈리아어: prima donna)는 오페라 및 콤메디아 델라르테의 주역(인기) 여가수를 말한다. 프리마돈나라는 단어는 이탈리아어에서 왔다. prima donna는 영어로 first lady라는 의미이다.
프리마돈나는 종종 무대 밖에서 웅장한 성격을 가졌고 동료들에게 무언가를 요구하는 것으로 간주되었다. 이 때문에 이 용어는 오페라에서의 원래 용법에서 현대 용법으로 퍼져 까다롭거나 변덕스러운 방식으로 행동하거나 자신에 대해 과장된 견해를 갖는 사람을 지칭한다.
오페라의 프리마돈나는 일반적으로 소프라노이지만 반드시 그런 것은 아니다. 남성 주연(보통 17세기와 18세기에는 카스트라토, 이후에는 테너)에 해당하는 용어는 프리모 우오모(primo uomo)이다.

## 같이 보기
- 디바 (용어)
- 자격권리